# Annibale Zucchini

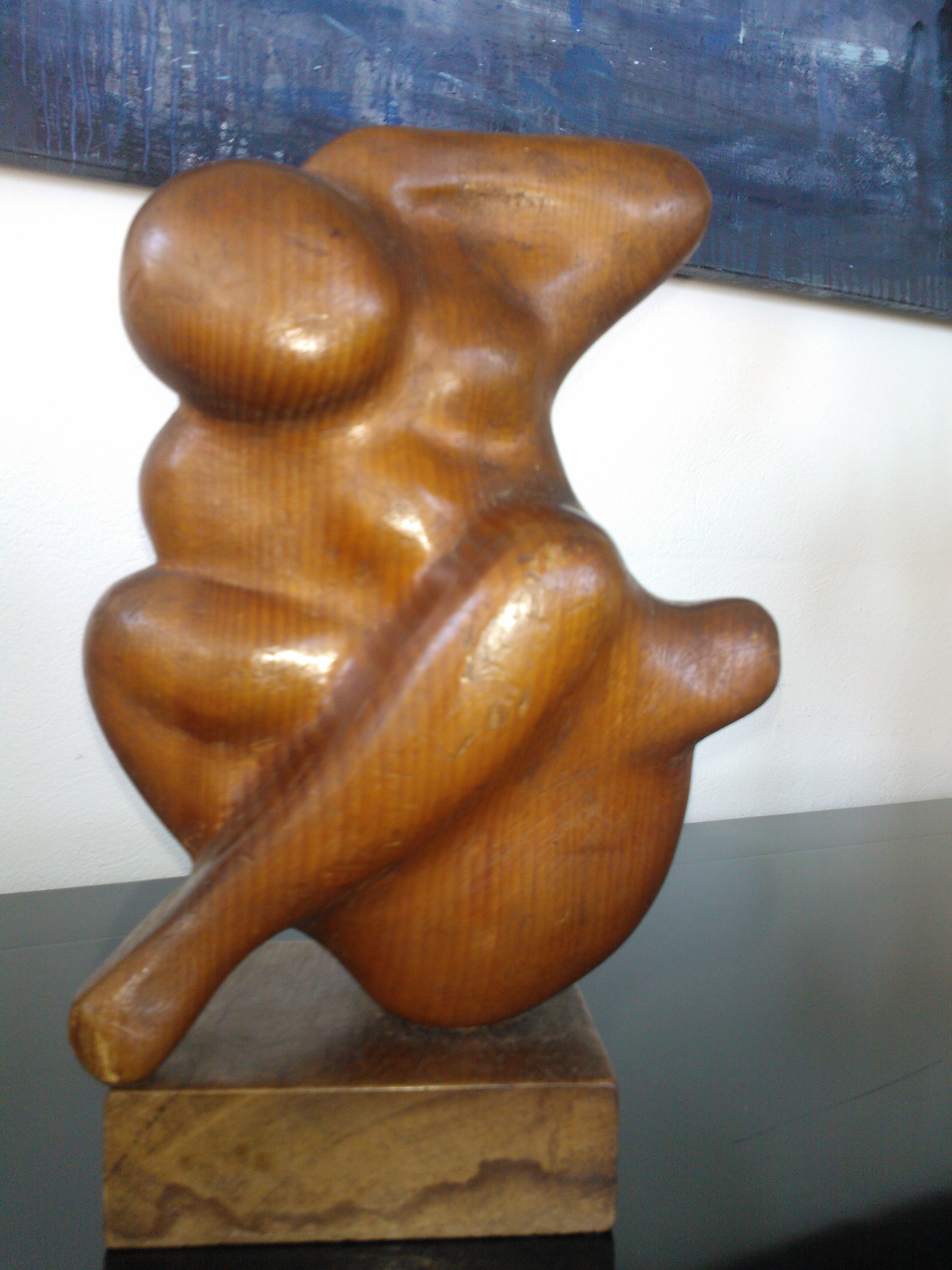

Annibale Zucchini (Ferrara, 1891 – Garbagnate Milanese, 1970) è stato uno scultore e architetto italiano.

## Biografia
Annibale Zucchini nacque a Ferrara nel 1891 e ottenne il diploma di laurea in architettura nel 1916 a Roma dove si era trasferito per gli studi. Per alcuni anni si dedicò alla sua professione, presso l'Ansaldo, a Genova, e progettò anche opere particolari, come ad esempio la piccola Chiesa di San Francesco di Foza, vicino ad Asiago.

### Interesse per la scultura
Prestissimo iniziò ad interessarsi alla scultura, dimostrando curiosità anche per la pittura ed avvicinandosi ad esponenti del futurismo e ad altri ambienti artistici innovativi. Si trasferì nuovamente a Roma, dove venne in contatto con la Scuola di via Cavour. Cominciò ad esporre le sue opere in varie gallerie ed in tutte le Quadriennali di Roma tra il 1935 e il 1955.
Nella sua città natale seguì un gruppo di artisti e intellettuali chiamato Al Filò, che aveva come obiettivo principale quello di promuovere l'arte locale più rappresentativa; tra gli artefici Ervardo Fioravanti, Nemesio Orsatti, Antenore Magri, Galileo Cattabriga, Giuseppe Virgili, Laerte Milani e altri. Fra Milano e Roma strinse rapporti di amicizia con Giorgio Bassani, Fausto Pirandello, Giuseppe Capogrossi, Carlo Bassi, Giuseppe Ravegnani, Paolo Grassi, Gio Ponti e la figlia Lisa. Divenne amico pure di Renzo Ravenna, podestà di Ferrara, interessato a sostenere la cultura cittadina, alla quale teneva in modo particolare.
Per Filippo de Pisis eseguì la copertina per il libro La città dalle 100 meraviglie dedicato a Ferrara.
Trasferitosi a Milano negli ultimi anni di vita, morì presso l'ospedale di Garbagnate Milanese nel 1970.

## Opere
Alcune sue sculture sono conservate a Ferrara nel Museo d'arte moderna e contemporanea Filippo de Pisis..
Sempre a Ferrara, altre opere sono custodite presso l'istituto comprensivo Cosmè Tura di Barco nell'ex caserma dei vigili del fuoco vicina allo stadio comunale, nel palazzo della Camera di commercio, nella casa parrocchiale della chiesa di Santa Francesca Romana, al Liceo Ariosto e al cimitero monumentale della Certosa di Ferrara. Un suo affresco è presente in un locale di via Ragno mentre il busto bronzeo del poeta Corrado Govoni si trova nel palazzo Barbantini-Koch in corso della Giovecca.
Altre opere sono disseminate tra Emilia e Lombardia: a Piacenza una testa femminile nella galleria d'arte moderna Ricci Oddi, a San Giacomo delle Segnate una Pietà nella chiesa di San Giacomo Apostolo, a Voltorre di Gavirate e nel cimitero di Gerenzano.